# Pasiunea dominantă

Pasiunea dominantă, numită uneori Ornitologul, este o pictură de John Everett Millais, care a fost prezentată la Expoziția Academiei Regale în 1885.
Pictura arată un bătrân care se află pe un șezlong. El arată o pasăre împăiată, o pasăre-paradis rege, unui grup de copii și unei femei. Fata mai mare din stânga imaginii ține o pasăre quetzal, alte exemplare fiind împrăștiate în cameră. Atitudinea copiilor variază de la interesul entuziasmat al celor doi copii mai mici la indiferența comparativă, aproape plictisitoare, a celei mai în vârstă fete.
Lucrarea a fost inspirată de o vizită pe care Millais și fiul său, John Guille Millais, au făcut-o ornitologului John Gould cu puțin timp înainte de moartea sa în 1881. Pe drumul spre casă, Millais i-a spus fiului său: „Acesta este un subiect frumos; o să-l pictez atunci când o să am timp.” De fapt, a găsit acest timp la câțiva ani după moartea lui Gould, imaginea pictată nefiind o reprezentare a lui Gould sau a unei scenei reale din timpul vizitei lui Millais - figura centrală folosită fiind cea a gravorului Thomas Oldham Barlow, un prieten al artistului, două dintre celelalte fiind modele profesionale, iar cei doi copii mici fiind nepoții lui Millais (dintre care unul este William Milbourne James).
Pictura a fost bine primită - influentul critic Ruskin spunând că a fost unul dintre „doar cele trei lucruri care merită privite” în cadrul expoziției Academiei Regale.